# Ralph Benatzky
Ralph Benatzky (s pravim imenom Rudolf Josef František Benatzky), avstrijski skladatelj in dirigent češkega rodu, * 5. junij 1884, Moravske Budejovice, Češka, † 17. oktober 1957, Zürich, Švica.

## Življenje
Glasbo je študiral na Dunaju. Sprva je deloval kot dirigent v Münchnu in Nürnbergu. Po vrnitvi na Dunaj je začel komponirati operete, po njih je danes najbolj poznan. Po končani prvi svetovni vojni se je preselil v Berlin, po letu 1933 je zapustil Nemčijo in živel na Dunaju in nato v Parizu. Med letoma 1938 in 1945 je živel v ZDA. Po vojni se je ustalil v Švici, kjer je tudi umrl.
Njegovo najbolj poznano delo je opereta v treh dejanjih Pri belem konjičku, krstno uprizorjena 8. novembra 1930.
Znani sta tudi opereti Casanova, uprizorjena 1928. leta, in Trije mušketirji.